# النشيد الوطني الكاميروني
يا كاميرون يا مهد أجدادنا هو النشيد الوطني الكاميروني الحالي.

## نص النشيد
يا الكاميرون، أنت مهد من آبائنا، حيث ضريح مقدس هم في وسطنا راحة، دموعهم ودمائهم وعرقهم كونوا مياه على تربتك، 
على التلال والوديان وارتفع حرثهم، 
عزيزي الوطن، أنت قيمتك لا يعبر عنها اللسان!
كيف يمكننا أن نرد لك؟
راعينا، سوف نفوز بالكد والمحبة والسلام، سيكون اسمك حقيقي من أي وقت مضى!

### جوقة
أرض الميعاد، أرض المجد!
أنت الحياة والفرح، ومتجرنا فقط!
يكون الشرف لك، والإخلاص لك، والتحبب العميق، إلى الأبد.
من شاري من حيث تعرجات مونغو على ضفاف تيار بومبا المتواضع، اجتمع ابنائك في اتحاد وثيق حول اليك، 
يكون اتحادهم قوي مثل جبل بويا، 
يغرس في نفوسهم الحب بطرق لطيفة، 
نأسف لأخطاء الماضي، 
التعزيز لبلدنا الأم أفريقيا، ولاء حقيقي يبقى إلى النهاية.